# Veringenstadt
Veringenstadt is een plaats in de Duitse deelstaat Baden-Württemberg, en maakt deel uit van het Landkreis Sigmaringen.
Veringenstadt telt 2.123 inwoners.